# Concorde (Paris metro)
Concorde  är en stor station i Paris metro på linje 1, linje 8 samt linje 12. Det är en av åtta originalstationer som öppnade på den första delen av linje 1 år 1900. 1910 tillkom linje 12 och slutligen 1914 linje 8. Stationen ligger i Paris turistkvarter vid Place de la Concorde. 

## Fotogalleri

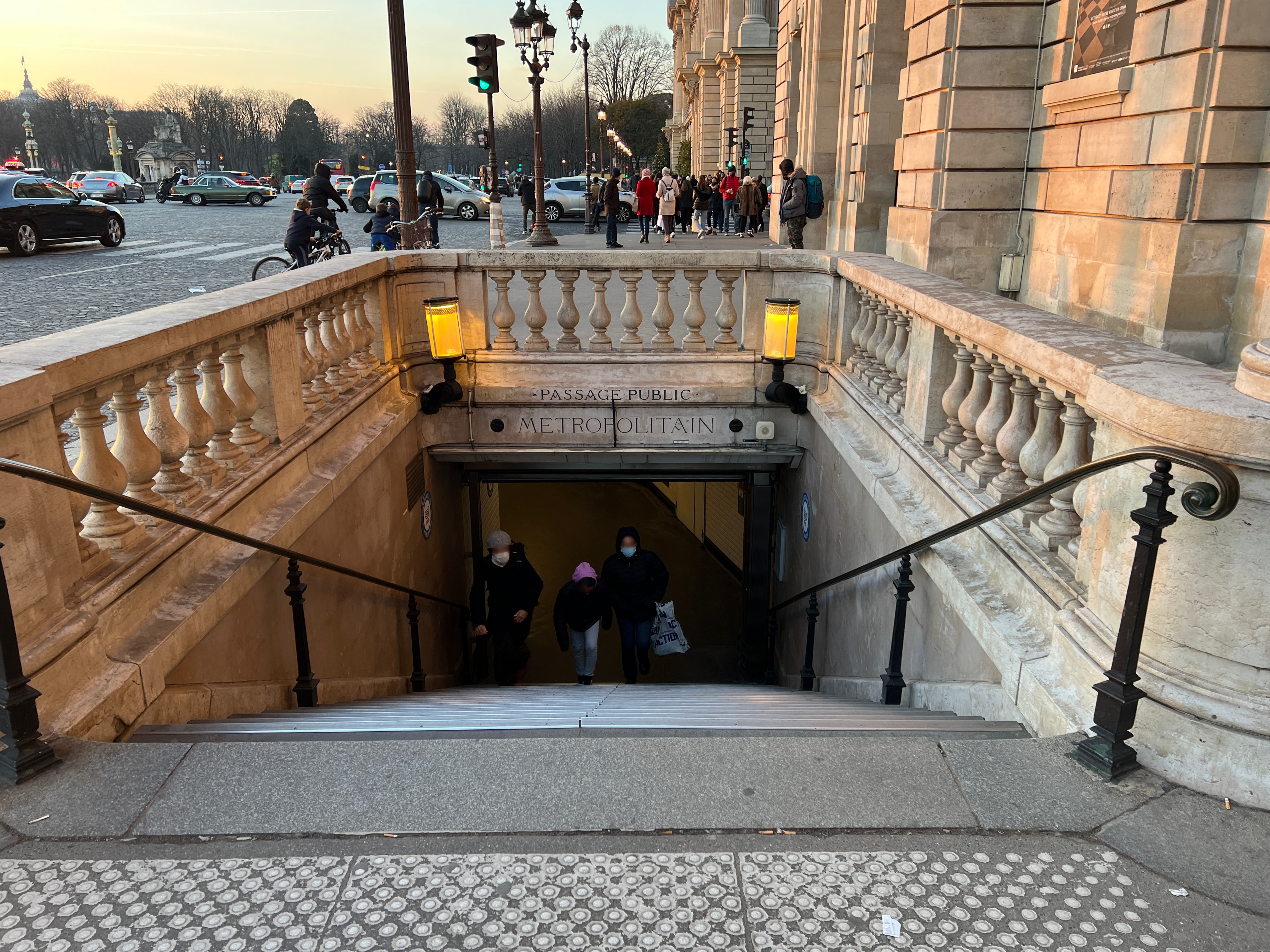
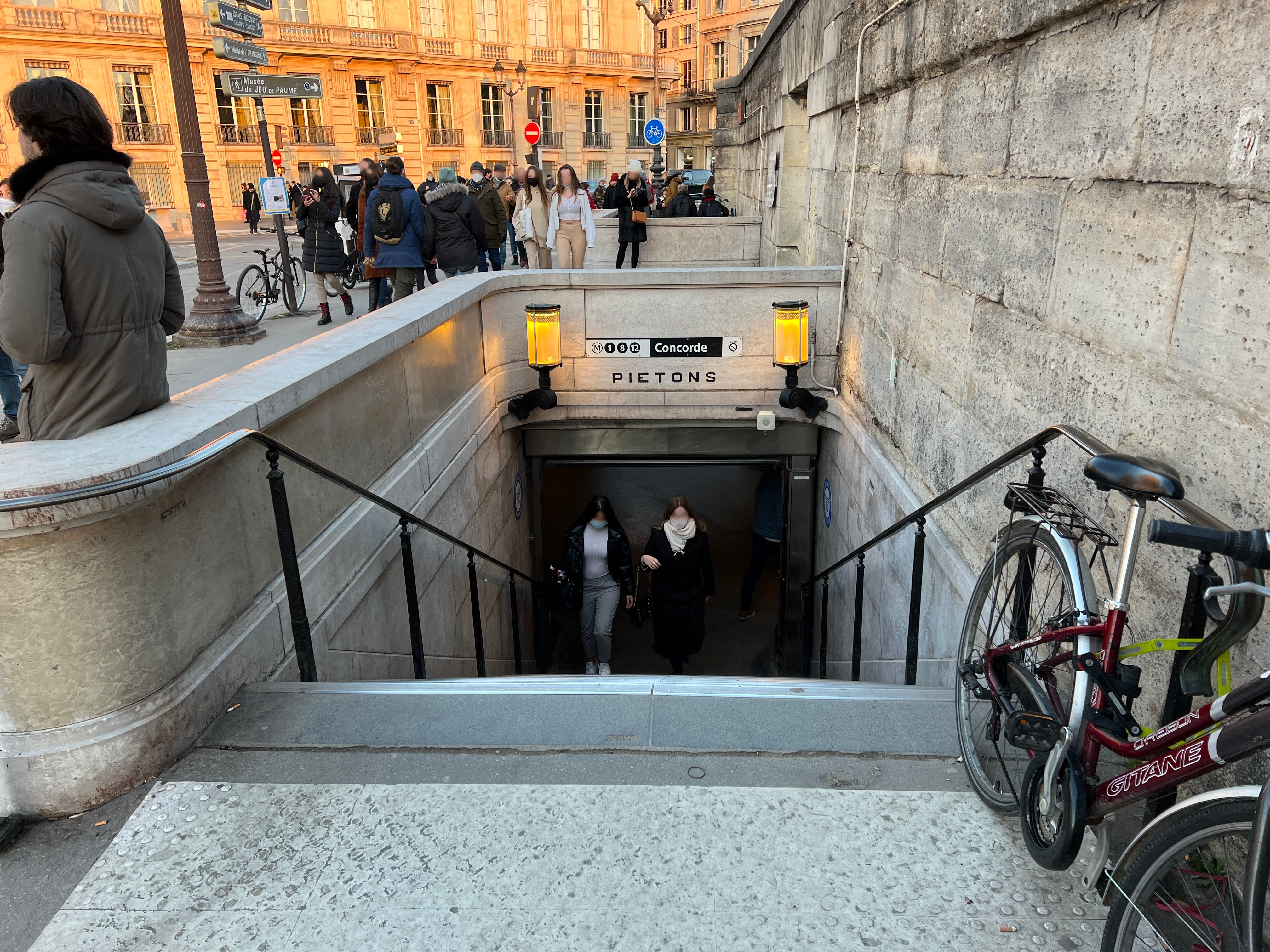
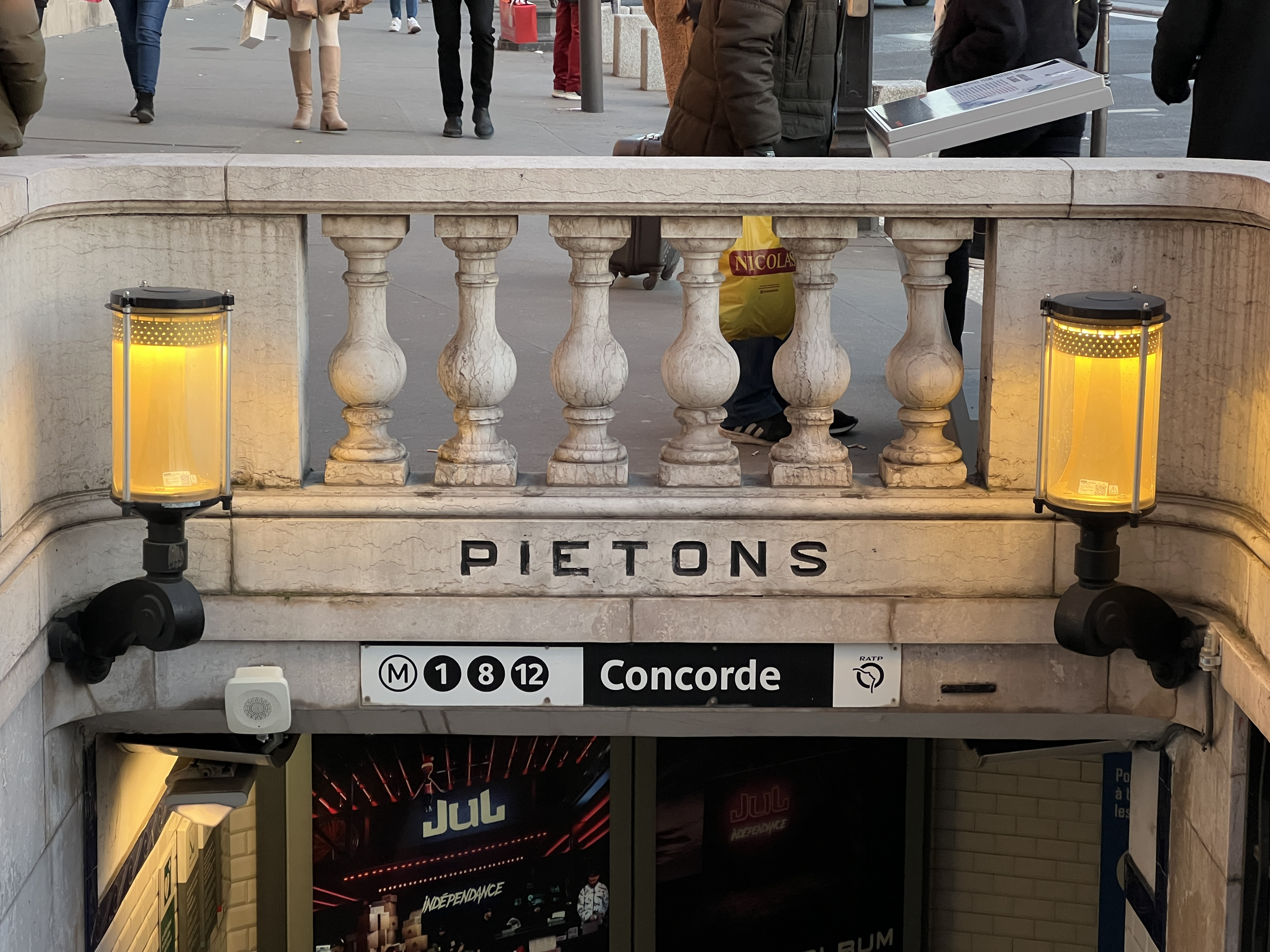
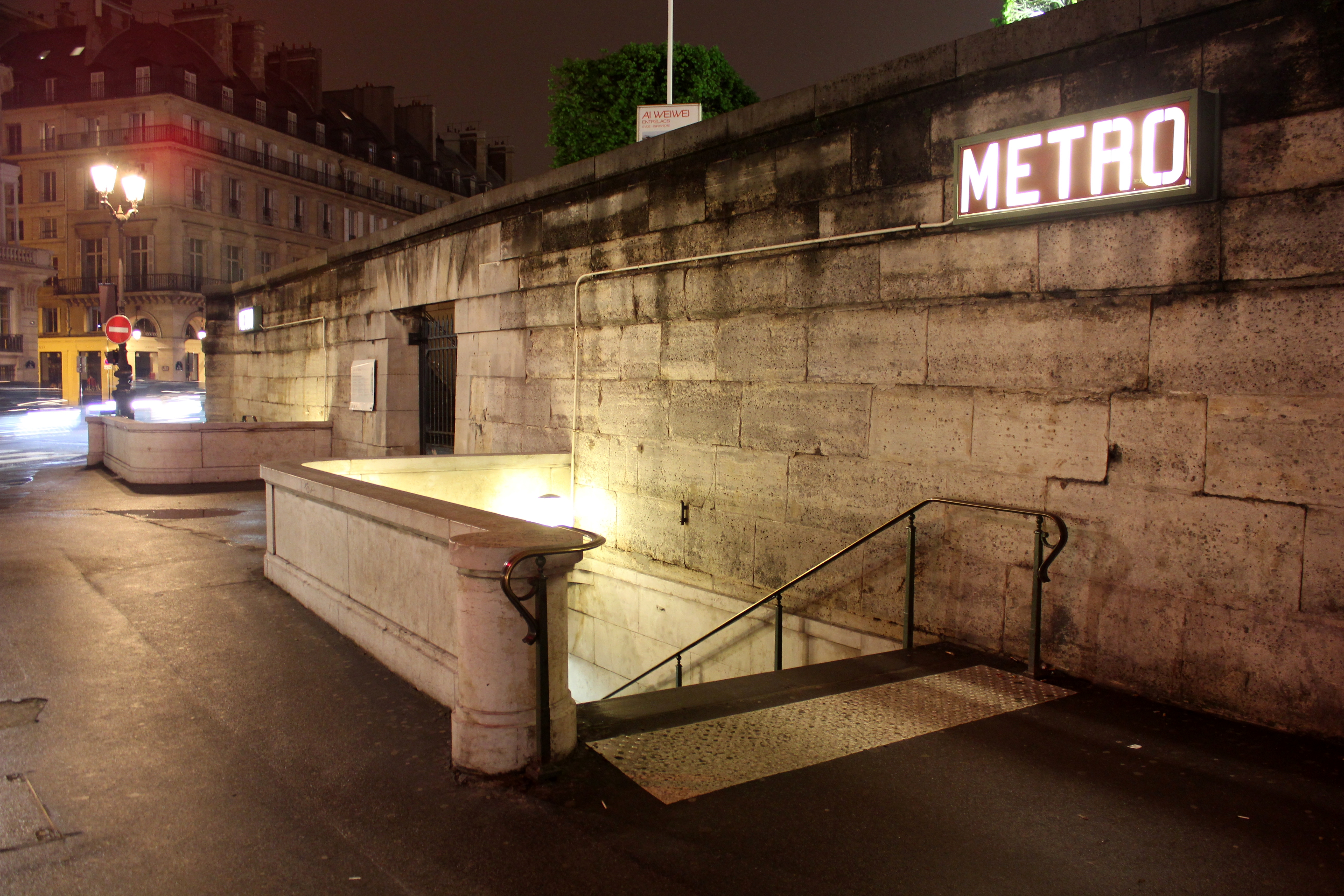
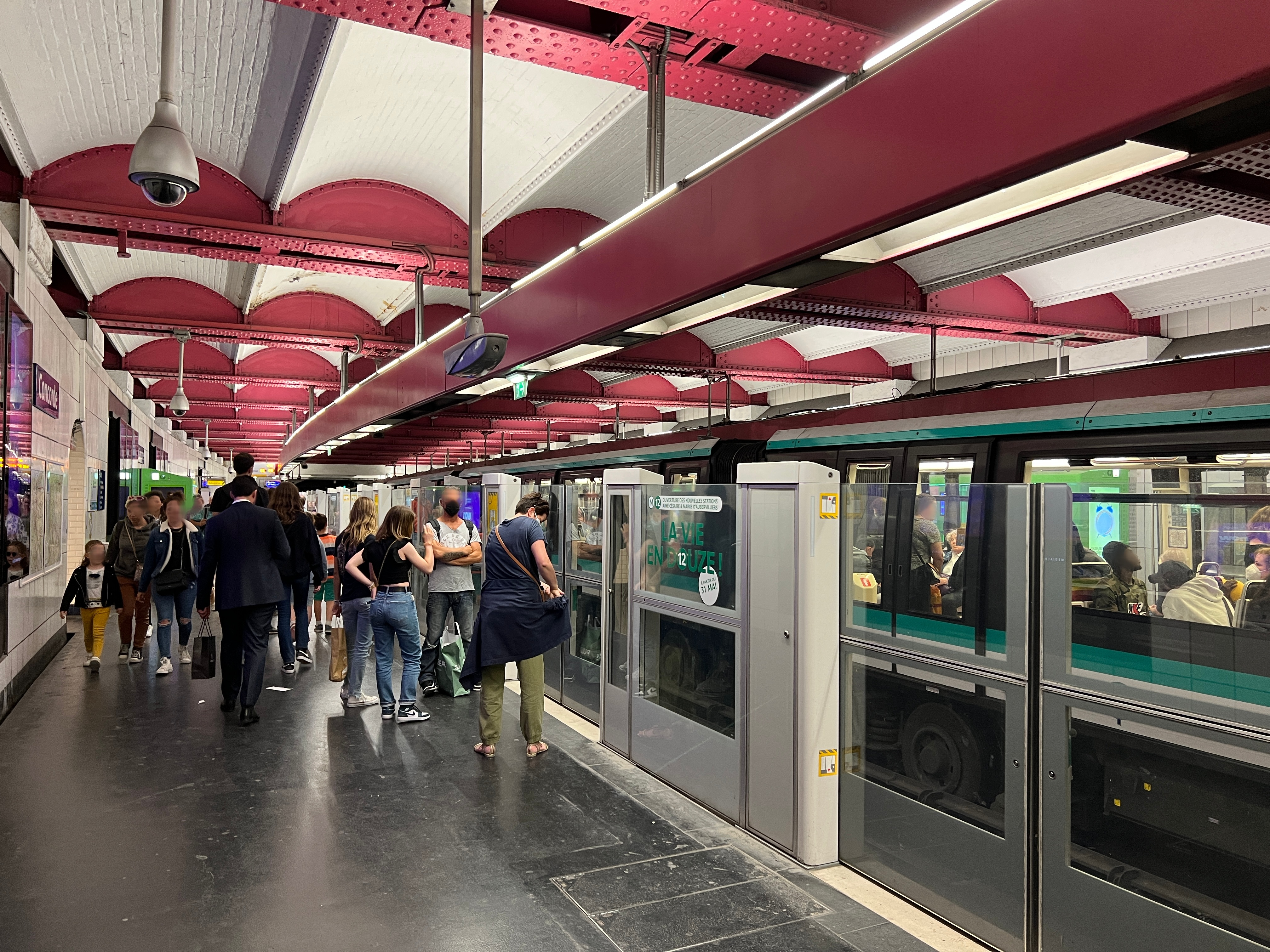
Perrong på Linje .
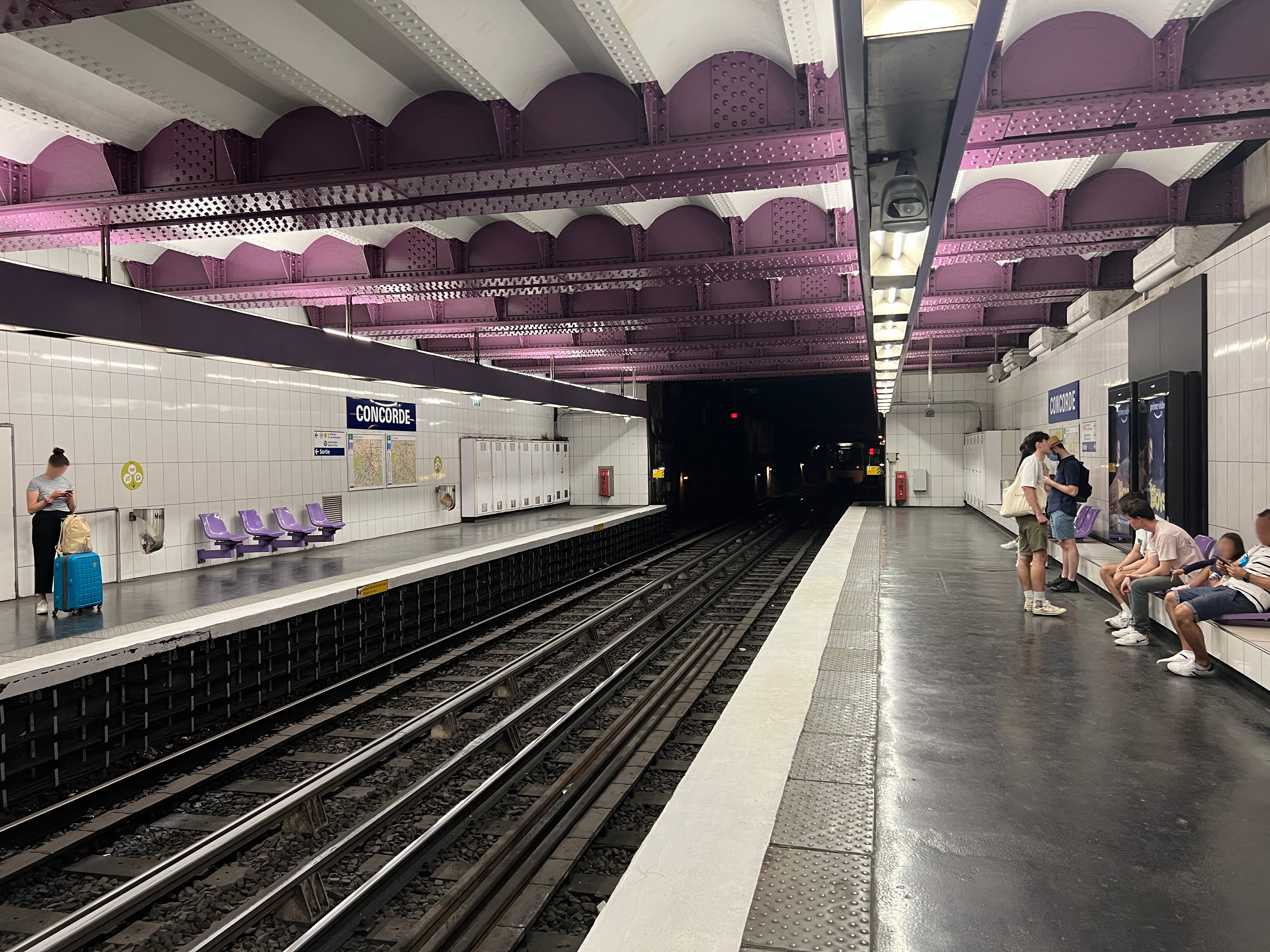
Perrong på Linje .
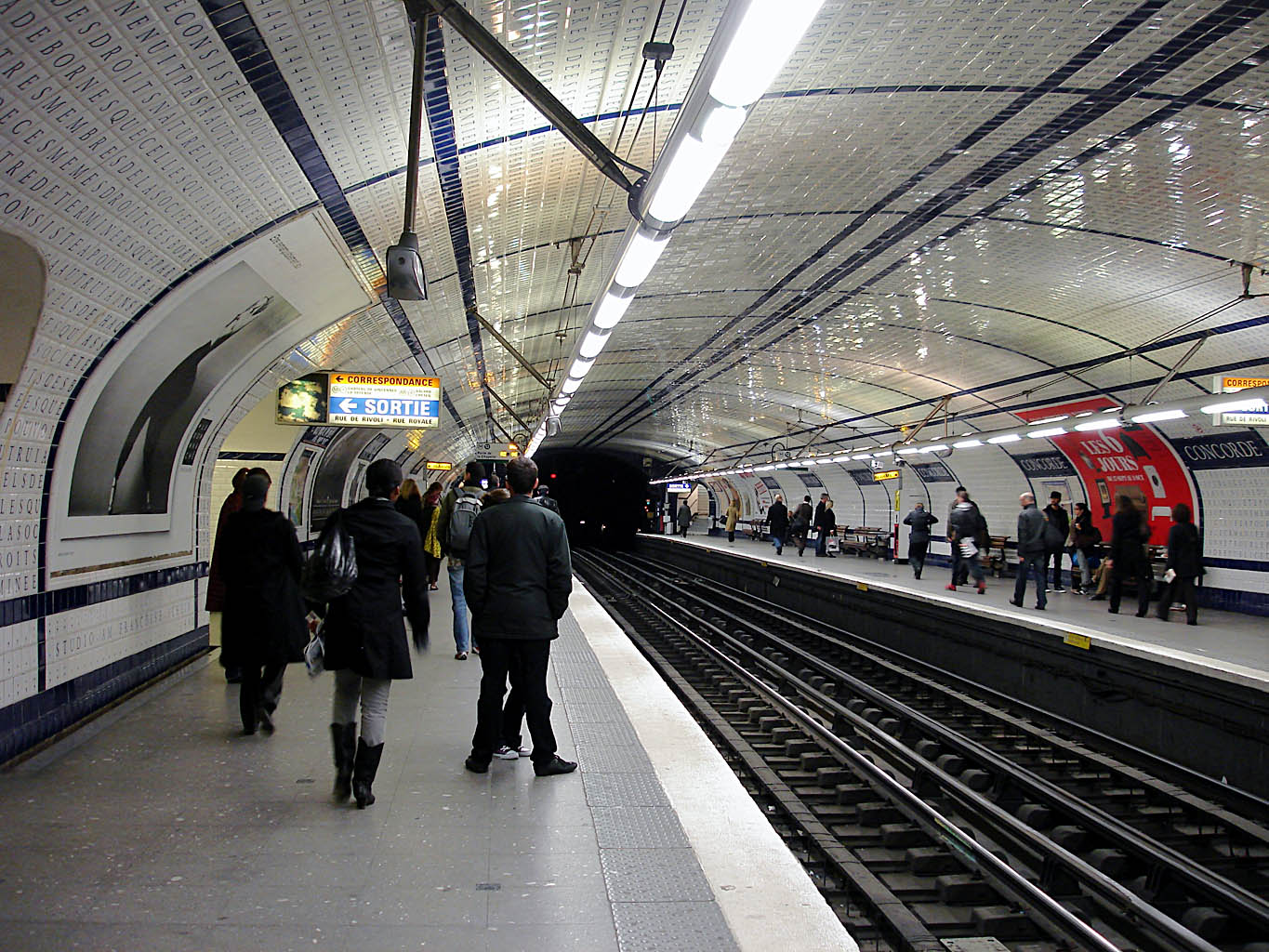
Perrong på Linje .
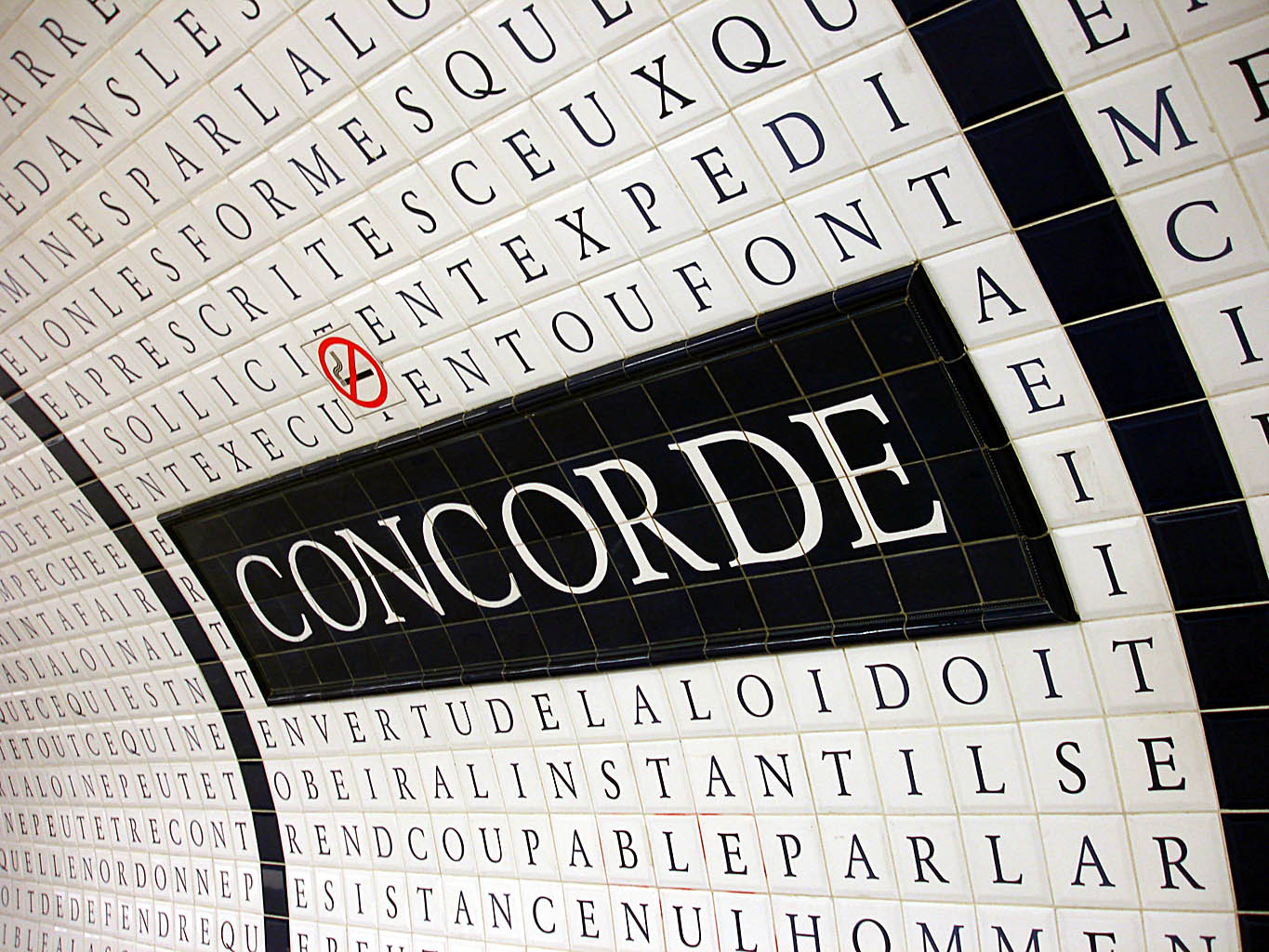
Perrongväggen på Linje .